# Jean-Pierre Esquenazi
Jean-Pierre Esquenazi est un universitaire français.
Spécialisé sur la relation entre la production culturelle et sa réception, il est professeur des universités à l'Université Lyon 3 UFR Lettres et civilisations. Il dirige l’équipe de recherche sur les systèmes d’information et de communication des organisations et sur les médias (Ersicom).

## Champ d'activité
Jean-Pierre Esquenazi intervient sur des champs d'analyse complémentaires :
- la sociologie de la culture.

Son domaine d'intervention concerne l'ensemble des activités culturelles et en particulier artistiques. L'un de ses champs d'étude privilégiés est constitué des œuvres cinématographiques et de leurs publics. Son analyse repose sur les concepts suivants : « l'institution », « les directives », « l'œuvre » et « l'interprétation ».
- la sociologie du langage.

D'après son hypothèse, les actes de langage sont définis par la société.

## Publications
- Film, perception et mémoire, L'Harmattan, 1994[1].
- Le pouvoir d'un média : TF1 et son discours, L'Harmattan, 1996[2],[3].
- Télévision et démocratie. Le politique à la télévision française, 1958-1990, PUF, 1999[4].
- Hitchcock et l’aventure de Vertigo, l’invention à Hollywood, CNRS Éditions, 2001[5].
- Sociologie des publics, Armand Colin- Sociologie 128, 2003[6],[7],[8],[9].
- Godard et la société française des années 60, Armand Colin Cinéma, 2004[10],[11].
- Sociologie des œuvres - De la production à l'interprétation, Armand Colin, 2007[12],[13].
- La vérité de la fiction. Comment peut-on croire que les récits de fiction nous parlent sérieusement de la réalité ?, Hermès Science Lavoisier, 2009[14].
- Mythologie des séries télé, Le Cavalier Bleu Éditions, 2009.
- Les Séries Télévisées. L'avenir du cinéma ?, Armand Colin Cinéma, 2010[15].
- Vertigo, CNRS Éditions, 2011.
- Le film noir. Histoire et significations d'un genre populaire subversif, CNRS Éditions, 2012[16],[17],[18].
- L’Analyse de film avec Deleuze, Paris, CNRS Éd., coll. Cinéma & audiovisuel, 2017, 208 pages[19].
- Le Dictateur de Charlie Chaplin, Presses universitaires de Lyon, 2020[20],[21].